# Sokgatap
Sokgatap (korejsko 석가탑; handža: 釋迦塔) je kamnita pagoda iz obdobja Sila v templju Bulguksa v Gjongdžuju v Južni Koreji. 20. decembra 1962 je bila razglašena za narodni zaklad Južne Koreje št. 21. Pagoda je visoka 10,75 metra in stoji neposredno nasproti druge pagode Dabotap. Verjetno izvira iz okoli leta 751, ko je bila Bulguksa dokončana.

## Opis
Sokgatap je v ostrem nasprotju s svojim bolj dovršenim parom Dabotapom. Pagoda ima zelo preprosto in osnovno zasnovo, tri nadstropja pa imajo prijetno razmerje 4:3:2, kar pagodi daje občutek ravnovesja, stabilnosti in simetrije. Kontrast med preprostostjo Sokgatapa in kompleksnostjo Dabotapa je zasnovan tako, da predstavlja dvojno naravo Budovega premišljevanja in odmaknjenosti od sveta ali pa morda simbolizira nebeško v primerjavi z zemeljskim.
Tri nadstropja pagode stojijo na dvonadstropnem podstavku. Preprostost pagode je poudarjena z dejstvom, da na njenih površinah ni rezbarij ali reliefov. Vendar pa pagodo obdaja osem kamnov lotosovih cvetov. Vrh pagode, ki je precej dovršen, je bil dodan leta 1973, da bi se ujemal s pagodo, ki je bila zgrajena sto let po Sokgatapu.

## Odkritje zakladov
Leta 1966 so roparji poskušali vlomiti v pagodo in ukrasti njeno vsebino, vendar jim je bilo to preprečeno. Med popravilom pagode, 13. oktobra 1966, so zaklade prvič odkrili. Našli so relikviarije, sarire in najstarejši ohranjeni primerek tiskanega gradiva iz lesenega bloka na svetu (Velika Dharani Sutra).

### Nacionalni zaklad št. 126
Sarire je relikviarij, ki vsebuje posmrtne ostanke cenjenega meniha ali včasih kraljeve družine. Po neuspeli tatvini roparjev so delavci, ki so obnavljali in popravljali pagodo, našli zaklade, skrite v notranjosti. Omeniti velja, da so Japonci pagodo Dabotap v 1920-ih razstavili za popravila, vendar noben zapis ne omenja nobenega najdenega zaklada. Med zakladi so bili bronasta podoba budističnega duha, bronasto ogledalo, miniaturna lesena pagoda, svila, parfum, gogok in kroglice. V temeljih pagode so našli sveženj papirjev, vendar so neberljivi.
Škatla sarira je oblikovana kot hiša in ima gravirano streho. Vsaka stena ohišja ima graviran vzorec vinske trte, ki sega do strehe. Motivi lotosa so uporabljeni tudi povsod, vrh strehe pa ima okras v obliki lista.
Najstarejši ohranjeni lesorez je kopija Mugudžongvang, Velike Dharani sutre. Besedilo je najstarejše ohranjeno tiskano gradivo na svetu iz več razlogov. Pagoda sama je bila zgrajena leta 751, tisk je moral biti narejen pred tem datumom in noben drug tiskani material ne datira pred letoma 750–751 n. št. Dolga je 620 centimetrov in široka osem centimetrov. Tisk vsebuje od šest do devet znakov na vrstico. Tisk se je zaradi oksidacije poslabšal, zato so bile izvedene restavracije, da bi se ohranil.